# Antelope Valley-Crestview
Antelope Valley-Crestview è un census-designated place degli Stati Uniti d'America, situato nella Contea di Campbell dello stato del Wyoming. Nel censimento del 2000 la popolazione era di 1 642 abitanti.

## Geografia fisica
Secondo i rilevamenti dell'United States Census Bureau, la località di Antelope Valley-Crestview si estende su una superficie di 12,7 km², tutti occupati da terre.

## Popolazione
Secondo il censimento del 2000, ad Antelope Valley-Crestview vivevano 1 642 persone, ed erano presenti 459 gruppi familiari. La densità di popolazione era di 129 ab./km². Nel territorio comunale si trovavano 567 unità edificate. Per quanto riguarda la composizione etnica degli abitanti, il 96,65% era bianco, lo 0,06% era afroamericano, l'1,10% era nativo, lo 0,18% proveniva dall'Asia, lo 0,24% apparteneva ad altre razze e l'1,77% a due o più. La popolazione di ogni razza ispanica corrispondeva al 2,98% degli abitanti.
Per quanto riguarda la suddivisione della popolazione in fasce d'età, il 33,4% era al di sotto dei 18, l'8,0% fra i 18 e i 24, il 34,2% fra i 25 e i 44, il 22,9% fra i 45 e i 64, mentre infine l'1,5% era al di sopra dei 65 anni di età. L'età media della popolazione era di 32 anni. Per ogni 100 donne residenti vivevano 112,1 maschi.